# Flower (Sonic Youth)
Flower è un singolo del gruppo musicale statunitense Sonic Youth. È stato in origine pubblicato come singolo 12 pollici (con il nome di Flower (Use the Word)) nel 1985 dall’etichetta Britannica Blast First, con Satan Is Boring come lato B. Questa versione è stata rapidamente ritirata su richiesta della band. Nel gennaio 1986, Blast First e l’etichetta statunitense della band, la Homestead Records, pubblicarono entrambe Flower come 12 pollici, con Halloween come lato B; la prima versione dell’edizione britannica era su vinile giallo/arancione. Blast First pubblicò anche la canzone in 7 pollici in versione modificata, con il titolo "Flower (Anti-Fuckword Radio Edit)" e una versione all’inverso "Rewolf (Special Natas Mix)", sull’altro lato.
Flower, Halloween e Satan Is Boring sono tutte incluse nel cd di Geffen Records CD della riedizione dell’album del 1985 album Bad Moon Rising.

## Descrizione
Flower e Halloween sono stato registrate e mixate al Radio Tokyo a Venice, California nel gennaio 1985. Satan Is Boring è un collage di materiale dal vivo di concerti tenuti a Rotterdam e Aylesbury nellìaprile 1985.

## Controversia sulla copertina
La copertina del dodici pollici del gennaio 1986, una "fotocopia in bianco e nero sbavata di una modella in topless in una posa con lo sguardo rivolto verso il basso" presa da un calendario e precedentemente usata nella fanzine di Thurston Moore Killer, causò una forte controversia con il primo distributore di Blast First, Rough Trade Records. Nella sezione su Blast First sul suo libro How Soon Is Now?, Richard King disse della copertina di "Flower": “La copertina era l’approssimazione della copia per un negozio del tipo di copertina che Raymond Pettibon stava producendo per l’etichetta SST in California in quel periodo: illustrazioni di personaggi della California del Sud con gli occhi vuoti in spazi vuoti, sia fisici che mentali, che malgrado i loro sforzi, il consumismo e il sesso non riescono a soddisfare. Ciò, nell’underground americano, faceva parte del pensiero della band su quello che la circondava e aveva la stessa risonanza delle connessioni dei Sonic Youth con la sensibilità Artforum delle gallerie di New York. Nel contesto di Collier Street gli è stata data poca attenzione, liquidandola come una provocazione da saccenti newyorkesi, o come la semplice opera d'arte misogina tipica di un album heavy metal.

## Accoglienza
Nella recensione su AllMusic di Bad Moon Rising, il critico Jason Birchmeier disse dell’inclusione di Flower: "Allo stesso modo, queste poche canzoni sono forse ancora più stravaganti di quelle di Bad Moon Rising, specialmente 'Halloween', che è un sottile cinque minuti di striscianti formicolii di chitarra accentuati magnificamente dalle allucinazioni sussurrate di Kim Gordon".
Una retrospettiva su Bad Moon Rising nel 2015 di Zoe Camp di Pitchfork' nota come Halloween e Flower si adattino ai temi dell’album di "sesso e potere", dicendo: "In 'Halloween', Gordon fatica a identificare cosa la fa soccombere alle astuzie di un uomo, teorizzando infine che "è il diavolo in me": il desiderio sessuale femminile, corrotto ". Camp afferma anche che "Flower" prefigura il movimento delle riot grrrl negli anni novanta, dicendo che la canzone "incapsula i sentimenti positivi del sesso, oltre che il rumore, del futuro movimento...stabilendo un precedente".
Un’altra retrospettiva di Bad Moon Rising di Sputnikmusic ha assegnato a Flower recensioni contrastanti, affermando che in Flower e Satan Is Boring "c’è molto poco oltre alla voce e alle distorsioni stratificate ", ma lodando Halloween, dove Gordon "sussurra creando un’allucinazione che è accentuata perfettamente dalle chitarre e dal suono lontano della batteria".

## Cover dei Mudhoney
Di Halloween è stata fatta una cover dai Mudhoney per il loro singolo split con i Sonic Youth, che fecero a loro volta una cover di Touch Me I'm Sick. Touch Me I'm Sick" / "Halloween fu pubblicata nel dicembre 1988 dalla Sub Pop. La cover dei Mudhoney fu in seguito inclusa nella riedizione del loro EP di debutto Superfuzz Bigmuff.

## Tracce
Singolo 12 pollici UK (Blast First, 1985)
1. "Flower (Use the Word)"
2. "Satan Is Boring"

Singolo 12 pollici UK  (Blast First, 1986)
1. "Flower"
2. "Halloween"

Singolo 12 pollici US (Homestead Records, 1986)
1. "Flower"
2. "Halloween"

Singolo 7 pollici UK (Blast First, 1986)
1. "Flower (Anti-Fuckword Radio Edit)"
2. "Rewolf (Special Natas Mix)"

## Personale
- Lee Ranaldo
- Kim Gordon
- Thurston Moore
- Bob Bert - batteria
- Sonic Youth - produttore
- Ethan James - ingegnere